# Batthyány Tivadar
Németújvári gróf Batthyány Tivadar (Zalaszentgrót, 1859. február 23. – Budapest, 1931. február 2.) magyar politikus, országgyűlési képviselő (Szabadelvű Párt, Nemzeti Párt, Függetlenségi és Negyvennyolcas Párt, Függetlenségi és 48-as (Justh) Párt, Függetlenségi és 48-as (Károlyi) Párt, Függetlenségi 48-as és Kossuth Párt), király személye körüli miniszter az Esterházy- és később, néhány napig a harmadik Wekerle-kormányban. Az őszirózsás forradalom után a Károlyi Mihály-kormány belügyminisztere volt 1918 decemberéig.

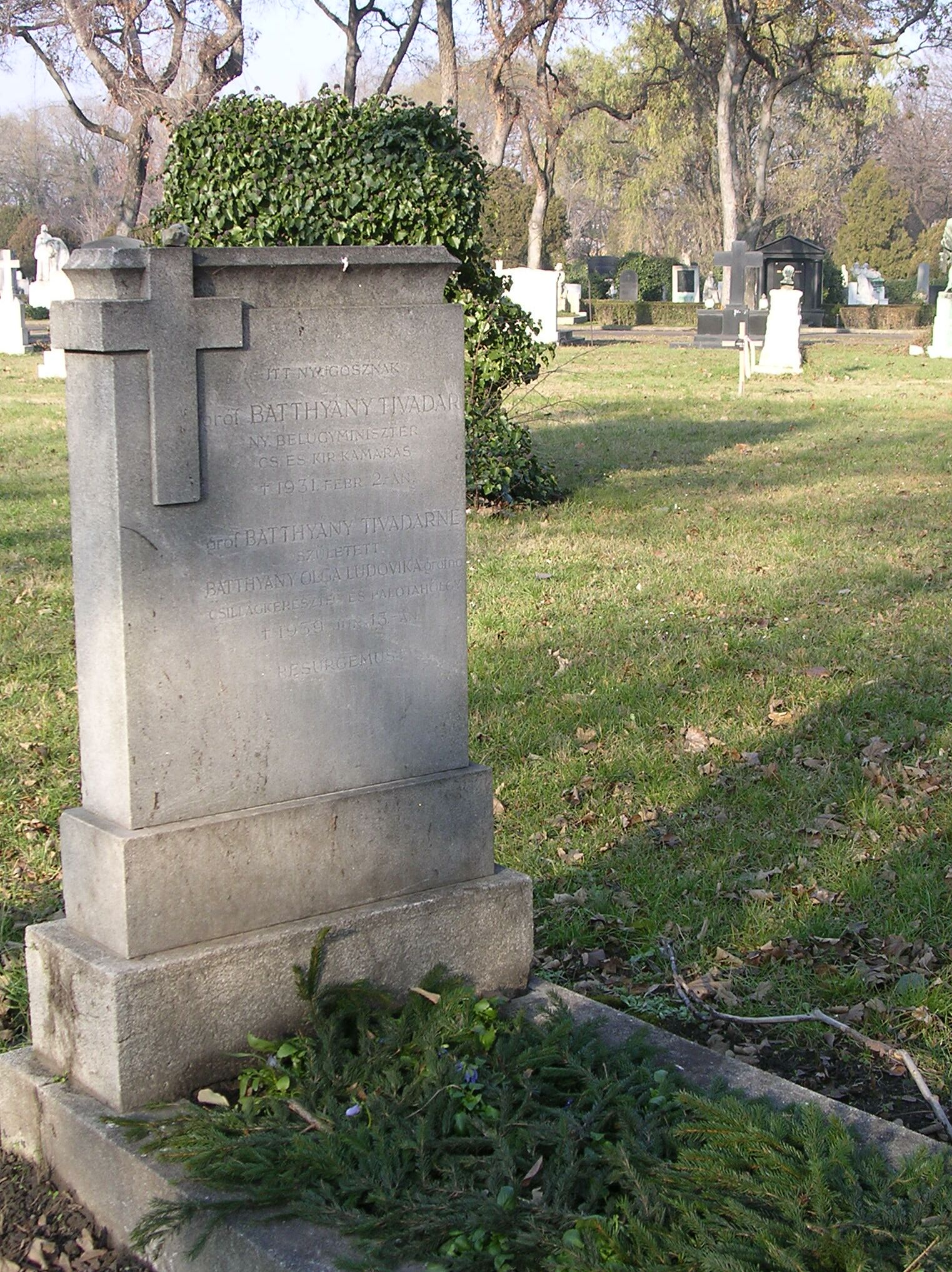
Sírja a Fiumei úti sírkertben (35-1-44)

## Családja és származása
A főnemesi németújvári gróf Batthyány család sarja. Apja gróf Batthyány Zsigmond (1829–1906), nagybirtokos, anyja monyorókeréki és monoszlói gróf Erdődy Johanna (1835–1915). Az apai nagyszülei gróf Batthyány Károly (1799–1852), nagybirtokos, és nádasdi és fogarasföldi gróf Nádasdy Karolina (1810–1896) voltak. Az anyai nagyszülei monyorókeréki és monoszlói gróf Erdődy István (1813–1896), nagybirtokos és báró Justine von Müller-Hörnstein (1817–1845) voltak.

## Életútja
Középiskoláit Kalocsán és Fiúméban végezve, belépett a fiumei tengerészeti akadémiába. A fiumei Tengerészeti Akadémia befejezése után sorhajózászlós lett. 1877-ben tengerészeti hadapróddá neveztetvén ki, rövid idő múlva tanulmányútra kelt a »Dandolo« hajón Afrikába és Amerikába, később Kis-Ázsiába utazott a »Habsburg« páncélos hajón. 1879-ben letévén a tengerészeti vizsgát, egy ideig az "Andreas Hofer" nevű yachton szolgált, mely Rodich bárónak, Dalmácia helytartójának rendelkezése alatt állott. 1880-ban báró Sterneck tengernagynak segédtisztje, majd oktatótiszt volta »Novara« hadihajón. 1881-ben tette le Fiúméban a hosszújáratú kereskedelmi tengerészkapitányi vizsgát. 1882-ben a fiumei kikötőraktárak főfelügyelőjévé neveztetett ki. Gróf Széchényi kereskedelmi miniszter a központban tengerészeti osztályt óhajtván szervezni, e célra Batthyány Tivadar grófot hívta meg miniszteri titkári címmel, egyúttal kinevezvén őt az "Adria" igazgatósági tagjává. 1884-ben a római nemzetközi egészségügyi kongresszuson, melyen a magyar kormányt képviselte, nyelvismereteire való tekintettel ő reá bízták a titkári iroda vezetését. 1884-től az „Adria” hajóstársaság kormánybiztosa, majd 1892-ben országgyűlési képviselőnek választották szabadelvű párti programmal. 1903-tól a nemzeti pártot, majd 1904-től a függetlenségi és 48-as pártot képviselte. 1905–06-ban a koalíció vezérlő bizottsági tagja, 1909-ben pedig a képviselőház alelnöke lett. 1910-ben, amikor függetlenségi párt kettészakadt, a Justh-párt alelnöke és képviselője lett.
1916-ban Károlyi Mihállyal együtt elhagyta a pártot, és átlépett Károlyi pártjába. 1917. június 15. és augusztus 18. között a királyi személye körüli, majd 1918. január 25-ig népjóléti és munkaügyi miniszter volt. 1918. október 24. és 31. között újból a királyi személye körüli miniszteri teendőket látta el.
Tagja volt a Nemzeti Tanácsnak a polgári demokratikus forradalom alatt, majd október 31. és december 12. között a Károlyi-kabinet belügyminisztere lett. A Tanácsköztársaság alatt a bécsi emigránsok ellenforradalmi szervezkedéséből is kivette részét, majd visszavonult. 1921-ben visszatért Magyarországra és újjászervezte a függetlenségi pártot. Később nem töltött be jelentősebb politikai szerepet.

## Házassága és leszármazottjai
Batthyány Tivadar gróf 1886. december 6-án Köpcsényben feleségül vette a szintén gróf Batthyány családból való németújvári gróf Batthyány Olga Ludovika (*1869. október 17.–Budapest,1939. június 13.) kisasszonyt, akinek a szülei gróf Batthyány József (1836–1897), császáris és királyi kamarás, Vas vármegye örökös főispánja, a Lipót-rend lovagja, a magyar főrendiház örökös tagja, nagybirtokos, és gróf Batthyány Ludovika (1843–1882) voltak. Batthyány Tivadar gróf és Batthyány Olga grófnő frigyéből született:
- gróf Batthyány Johanna Marie Ludovika Olga Theodora Gobertine (*Budapest, 1889. november 17.-†?). Férje: galánthai gróf Esterházy Mihály (*1884. április 20.–1933. december 27.), országgyűlési képviselő, vadász.

## Fő műve
- Beszámolóm, Szépmíves Könyvek, 2017, ISBN 9786155662386